# Ie (Giappone)
Ie (伊江村?, in lingua di Okinawa: li) è un villaggio giapponese della prefettura di Okinawa. È situato sull'isola di Iejima e fa parte del distretto di Kunigami.
Secondo un censimento dell'ottobre 2016, ha una popolazione stimata di 4 192 abitanti distribuiti in un'area di 22,75 km², per una densità di 180 ab./km². Nei decenni a cavallo del 2000 ha subito il più alto tasso di riduzione della popolazione dell'intera prefettura.

## Geografia
Il villaggio di Ie copre l'intera Iejima, situata a nord-ovest dell'isola di Okinawa, al largo della penisola Motobu. I collegamenti tra le due isole sono garantiti da un traghetto.

## Storia
A Ie vi furono combattimenti nel corso della Seconda Guerra Mondiale, durante la battaglia di Okinawa. Il popolare giornalista americano Ernie Pyle (1900-1945), vincitore nel 1944 del premio Pulitzer, perse la vita a Ie il 18 aprile 1945. Dopo essere stato inizialmente sepolto sull'isola, è stato trasferito presso il Cimitero Nazionale Commemorativo del Pacifico di Honolulu.
I circa 1 500 abitanti del villaggio sopravvissuti alla battaglia di Okinawa furono trasferiti prima alle Isole Kerama e poi all'isola di Okinawa. Furono autorizzati a ritornare sull'isola dopo circa due anni, a partire dal maggio 1946. Nel dopoguerra le abitazioni rimaste disponibili erano poche e i confini delle proprietà anteguerra erano difficili o impossibili da determinare. I rimpatriati vissero in case costruite con materiali di recupero e si cibarono con le razioni americane.
In quel periodo fu costruita una scuola elementare, mentre il nuovo municipio venne eretto di fronte a Udunyama. Un terzo del villaggio è rimasto sotto il controllo militare degli Stati Uniti.

## Infrastrutture e trasporti

### Aria
Il villaggio è servito dall'aeroporto di Iejima, ma i voli regolari verso Naha furono sospesi nel 1977. La pista faceva parte del complesso aeroportuale di Ieshima costruito durante la Seconda Guerra Mondiale. Viene utilizzato principalmente per l'addestramento dei militari statunitensi di stanza nelle isole.

### Servizio di traghetto
Ie è collegato all'isola di Okinawa tramite un servizio di traghetti che trasportano auto. Il viaggio dal porto di Toguchi, nella città di Motobu, dura circa 30 minuti. Il villaggio è anche collegato a Naha, capitale della prefettura , tramite un aliscafo ad alta velocità che impiega circa un'ora.